# Unbroken (María Ólafsdóttir)
Unbroken è un singolo della cantante islandese María Ólafsdóttir. La canzone ha rappresentato l'Islanda all'Eurovision Song Contest 2015, senza riuscire a raggiungere la finale del concorso. L'artista si era qualificata alla manifestazione internazionale aggiudicandosi il Söngvakeppnin, dove aveva interpretato la versione in lingua islandese del brano, intitolata Lítil skref (letteralmente Piccoli passi).

## Classifiche

### Versione Lítil skref
| Classifica (2015)                 | Massima posizione |
| --------------------------------- | ----------------- |
| Islanda (Icelandic Singles Chart) | 2                 |

### Versione Unbroken
| Classifica (2015)                 | Massima posizione |
| --------------------------------- | ----------------- |
| Islanda (Icelandic Singles Chart) | 3                 |
| Turchia (Number One Top 100)      | 80                |